# Самойлов, Михаил Константинович
Михаил Константинович Самойлов (1868—1940) — русский военачальник, участник Русско-японской и Первой мировой войн, генерал-лейтенант.

## Биография
Из потомственных дворян. Сын полковника. Уроженец Санкт-Петербургской губернии.
Окончил 1-й кадетский корпус (1886) и Михайловское артиллерийское училище (1889), откуда выпущен был подпоручиком в Карсо-Александропольскую крепостную артиллерию.
18 июня 1890 года переведен в 33-ю артиллерийскую бригаду. Произведен в поручики 25 декабря 1891 года. В 1895 году окончил Николаевскую академию Генерального штаба по 1-му разряду и 20 мая того же года был произведен в штабс-капитаны «за отличные успехи в науках». 17 декабря 1896 года переведен в Генеральный штаб с назначением начальником строевого отделения штаба Михайловской крепости. 13 апреля 1897 года произведен в капитаны.
16 июня 1897 года назначен обер-офицером для поручений при штабе Виленского военного округа, 2 июля — обер-офицером для особых поручений при штабе 3-го армейского корпуса, 5 января 1898 года — на ту же должность при штабе 20-го армейского корпуса и, наконец, 28 августа 1898 года — на ту же должность при командующем войсками Амурской области. В 1899—1900 годах отбывал цензовое командование ротой в 21-м Восточно-Сибирском стрелковом полку.
3 июня 1900 года назначен начальником строевого отдела штаба Владивостокской крепости, а 17 августа того же года — старшим адъютантом штаба Приамурского военного округа. Участвовал в китайской кампании 1900—1901 годов. 1 января 1901 года произведен в подполковники «за отличие по службе», а 22 июля того же года назначен штаб-офицером при управлении 1-й Сибирской пехотной резервной бригады. В 1902 году отбывал цензовое командование батальоном в 8-м Восточно-Сибирском стрелковом полку. 2 октября 1903 года назначен штаб-офицером при управлении 5-й Восточно-Сибирской стрелковой бригады.
С началом русско-японской войны назначен начальником штаба 5-й Восточно-Сибирской стрелковой дивизии, с которой участвовал в боях под Ляояном, на реке Шахэ и под Мукденом. За боевые отличия был награжден тремя орденами и золотым оружием «за храбрость». Произведен в полковники 6 декабря 1904 года. 4 февраля 1906 года назначен начальником штаба 9-й Восточно-Сибирской стрелковой дивизии, 23 ноября 1908 года — командиром 12-го Сибирского стрелкового полка. 18 ноября 1912 года назначен командующим 1-й бригадой 9-й Сибирской стрелковой дивизии, а 16 января 1913 года произведен в генерал-майоры «за отличие по службе», с утверждением в должности. 4 июля 1913 года переведен в Заамурский округ Отдельного корпуса пограничной стражи, где назначен начальником 2-го отряда. 15 августа 1914 года назначен помощником начальника Заамурского округа.
С началом Первой мировой войны, 4 апреля 1915 года назначен начальником Заамурской отдельной пограничной бригады. 13 апреля того же года назначен командующим 1-й Заамурской пограничной пехотной дивизией, а 6 мая 1916 года произведен в генерал-лейтенанты «за отличия в делах против неприятеля», с утверждением в должности. 11 марта 1917 года назначен начальником 194-й пехотной дивизии, 19 июня того же года — командиром 33-го армейского корпуса, а 7 октября — начальником Заамурского окружного отдельного пограничного корпуса.
В Гражданскую войну участвовал в Белом движении на Восточном фронте. В 1918—1919 годах был начальником охранной стражи Китайско-Восточной железной дороги.
В эмиграции в Китае. В 1920 году стал одним из основателей Иверского братства в Харбине. Позднее переехал во Францию. Состоял председателем Общества военных легитимистов в Ницце. Скончался в 1940 году. Похоронен на кладбище Кокад.

## Награды
- Орден Святого Станислава 3-й ст. (1898)
- Орден Святой Анны 3-й ст. с мечами и бантом (ВП 1.05.1901)
- Орден Святого Станислава 2-й ст. с мечами (ВП 27.03.1905)
- Орден Святой Анны 2-й ст. с мечами (ВП 30.07.1905)
- Орден Святого Владимира 4-й ст. с мечами и бантом (ВП 23.04.1906)
- Золотое оружие «За храбрость» (ВП 9.12.1906)
- Орден Святого Владимира 3-й ст. (ВП 21.03.1910)
- Орден Святого Станислава 1-й ст. с мечами (ВП 17.11.1915)
- мечи к ордену Св. Владимира 3-й ст. (ВП 12.09.1916)
- Орден Святой Анны 1-й ст. с мечами (ПАФ 14.04.1917)
- Орден Святого Владимира 2-й ст. с мечами (ПАФ 9.06.1917)